# Архипов, Василий Александрович
Васи́лий Алекса́ндрович Архи́пов (30 января 1926 — 19 августа 1998, Купавна, Железнодорожный, Московская область) — военно-морской деятель, вице-адмирал (1981). Известен тем, что предотвратил пуск советской ядерной торпеды во время Карибского кризиса. Согласно нескольким мнениям как военных, так и научных деятелей, такая атака могла спровоцировать полномасштабный ответный запуск ядерного арсенала США, разрушив большую часть Северного полушария.
В качестве начальника штаба бригады и старшего офицера на борту подводной лодки Б-59, Архипов отказался давать разрешение капитану и политическому комиссару на использование ядерных торпед против ВМС США. В 2002 году Томас С. Блэнтон, в то время директор Архива национальной безопасности США, признал Архипова «человеком, который спас мир».

## Биография
Родился в крестьянской семье в деревне Зворково Куровского района Московской области.
- Отец — Александр Николаевич Архипов (1889—1960); мать — Мария Николаевна, урождённая Козырева (1901—1970).
- Жена — Ольга Григорьевна, преподаватель; в браке с 1952 года, в этом же году у них родилась дочь Елена.

### Образование
Окончил 9 классов в п. Клязьма Пушкинского района Московской области. В 1942 году поступил в 10-й класс Ленинградской военно-морской спецшколы, которую эвакуировали в Омскую область, а в декабре 1942 — в Тихоокеанское высшее военно-морское училище на подготовительный курс. В 1945 году участвовал в боевых действиях против Японии на тральщиках Тихоокеанского флота в качестве курсанта-дублёра командира БЧ-1. После Второй мировой войны вместе с 3-м курсом училища был переведён в Каспийское высшее военно-морское училище в Баку, которое окончил в 1947.

### Офицер ВМФ СССР
Проходил службу в офицерских должностях на подводных лодках на Черноморском, Северном и Балтийском флотах.

#### Авария на К-19
Летом 1961 участвовал в походе атомной подводной лодки (АПЛ) «К-19» в качестве дублёра командира. 4 июля на лодке произошла авария, угрожавшая расплавлением ядерного реактора. Во время её ликвидации на борту лодки возник конфликт — несколько офицеров выступили против командира, капитана 2 ранга Николая Затеева, потребовав затопить лодку и высадить экипаж на остров Ян-Майен. В сложившейся ситуации командир был вынужден предпринять решительные меры для предотвращения возможного бунта. Затеев приказал:

«… командиру БЧ-2 капитан-лейтенанту Мухину утопить имеющееся на борту стрелковое оружие, оставив пистолеты для него самого, старпома Енина, капитана 2 ранга Андреева, командира-дублёра капитана 2 ранга Архипова и капитан-лейтенанта Мухина, что и было незамедлительно исполнено».

Таким образом, капитан 2 ранга Архипов оказался в этом конфликте на стороне командира, выступив за поддержание на борту воинской дисциплины. События, происходившие на АПЛ «К-19», легли в основу американского фильма «К-19: Оставляющая вдов» (англ. K-19: The Widowmaker). Как и другие офицеры, находившиеся на борту, Архипов в результате аварии получил дозу радиации.

### Участие в Карибском кризисе
С декабря 1961 — начальник штаба 69-й бригады подводных лодок Северного флота, базировавшейся в Сайда-Губе. 1 октября 1962 в рамках операции «Анадырь» (в ходе Карибского кризиса) бригада была направлена к берегам Кубы, при этом её командованию не было дано чётких инструкций относительно возможного применения атомного оружия. Накануне отбытия Архипов специально уточнил у заместителя Главнокомандующего ВМФ адмирала В. А. Фокина: «Неясно, товарищ адмирал, зачем мы взяли атомное оружие. Когда и как нам следует его применять?» Адмирал В. А. Фокин не смог дать ответ на этот вопрос, а начальник штаба Северного флота заявил, что оружие может быть применено в случае нападения на лодку, причинившего ей повреждения («дырку в корпусе») или по специальному приказу из Москвы.
Капитан 2 ранга Архипов участвовал в этом походе на подводной лодке Б-59 проекта 641 с ядерным оружием на борту, не являясь командиром субмарины, но будучи старшим по должности на борту как начальник штаба 69-й бригады, в которую входили все четыре лодки, участвовавшие в операции.
27 октября 1962 группа из 11 эсминцев ВМС США, возглавляемая авианосцем «Рэндольф», окружила около Кубы подводную лодку Б-59; кроме того, лодка была обстреляна американским самолётом, а по данным советской стороны, против лодки были применены и глубинные бомбы.
По данным национального архива США, командир подводной лодки капитан 2 ранга Валентин Григорьевич Савицкий приготовился выпустить в ответ торпеду с ядерной боеголовкой. Однако Архипов проявил выдержку, обратил внимание на сигналы со стороны американских кораблей и остановил командира. В результате лодка ответила сигналом «Прекратите провокацию», после чего самолёт был отозван и ситуация несколько разрядилась.
Согласно воспоминаниям участника этих событий, капитана 2 ранга Вадима Павловича Орлова, события развивались менее драматично — командир потерял выдержку, но два других офицера, в том числе Архипов, успокоили его, по другим данным, против был только Архипов. В любом случае роль Архипова как старшего на борту была ключевой в принятии решения.
В ходе конференции в Гаване 13 октября 2002 года, посвящённой 40-летней годовщине Карибского кризиса, Роберт Макнамара заявил, что ядерная война была значительно ближе к своему началу, чем считалось ранее. Один из организаторов конференции Томас Блэнтон из Университета Джорджа Вашингтона, сказал, что, по его мнению, «парень по фамилии Архипов спас мир».

### Продолжение службы в ВМФ
После завершения Карибского кризиса продолжил службу в прежней должности. В ноябре 1964 был назначен командиром 69-й бригады подводных лодок. Затем командовал 37-й дивизией подводных лодок.
В декабре 1975 в звании контр-адмирала был назначен начальником Каспийского высшего военно-морского училища имени С. М. Кирова. Находился на этой должности до ноября 1985. 10 февраля 1981 ему было присвоено воинское звание вице-адмирала.

### Последние годы жизни
После увольнения в запас жил в дачном посёлке Купавна (микрорайон города Железнодорожный (ныне Балашиха) с 2004 года) Московской области. Был председателем совета ветеранов города Железнодорожный. Похоронен на кладбище этого города.

## Награды
- Награждён орденами Красного Знамени, Красной Звезды, «За службу Родине в Вооружённых Силах СССР» III степени, медалями «За боевые заслуги», «За отличие в охране государственной границы СССР», «За воинскую доблесть. В ознаменование 100-летия со дня рождения В. И. Ленина», «За победу над Германией в Великой Отечественной войне 1941—1945 годов», «За победу над Японией», «За укрепление боевого содружества», «За безупречную службу в Вооружённых Силах СССР» 1 степени и другими[6].
- В 2003 был удостоен итальянской Национальной премии Ротонди «Ангелы нашего времени» за стойкость, мужество, выдержку, проявленные в экстремальных условиях (посмертно). В январе 2005 эта награда была вручена его вдове[7].
- В 2017 году за отказ произвести запуск торпеды с ядерной боеголовкой во время Карибского кризиса (1962)[8] был удостоен премии «Future of Life Award» (посмертно). 50 тысяч долларов были переданы внуку Василия Архипова[3][a].

## Фильмография
- Василий Архипов. Человек, который спас мир, 2012[9].

### Комментарии
1. ↑  Премия учреждена общественной организацией Future of Life Institute[англ.]. Вручается за «выдающиеся бескорыстные поступки, часто совершенные с риском для жизни, направленные на сохранение человечества»[8]. В.А. Архипов был первым лауреатом премии.